# Ibibio (langue)
Cet article concerne la langue ibibio. Pour le peuple ibibio, voir Ibibio (peuple).
Pour les articles homonymes, voir Ibibio.
L’ibibio est une langue ou dialecte du continuum linguistique ibibio-efik parlé au Nigéria.

## Classification
L’ibibio fait partie du groupe ibibio-efik, classé parmi les langues cross river des langues nigéro-congolaises.
Elle est proche de l’efik, de l’anaang et de l’ukwa.

## Écriture
| a | b | d | e | ǝ | f | gh | h | i | ị | k | kp | m | n | ñ | ñw | ny | o | ọ | ʌ | p | s | t | u | ụ | w | y |